# Voșciîlîha, Romnî
Voșciîlîha (în ucraineană Вощилиха) este un sat în comuna Basivka din raionul Romnî, regiunea Sumî, Ucraina.

## Demografie
Componența lingvistică a localității Voșciîlîha
     Ucraineană (98,23%)
     Alte limbi (0,88%)
Conform recensământului din 2001, majoritatea populației localității Voșciîlîha era vorbitoare de ucraineană (98,23%), existând în minoritate și vorbitori de alte limbi.